# فيفاء (سلسلة جبال)
جبال فيفاء تقع بجنوب السعودية شرق منطقة جازان، وهي عبارة عن مجموعة جبال تلتف حول بعضها لتبدو من بعيد على شكل جبل واحد هرمي، ويطلق عليها مسمى آخر وهو اسم "جارة القمر" نظرا لارتفاع جبالها، وانخراطها بالسحب، وتمتاز بمنحدارتها وصعوبة تضاريسها ووعورة مسالكها وكثرة منعطفاتها، وأنها كتلة خضراء وذلك يرجع لخصوبتها وقابليتها لزراعة أصناف عدة من النباتات، يبلغ ارتفاعها عن مستوى سطح البحر 1814م.

## معرض الصور

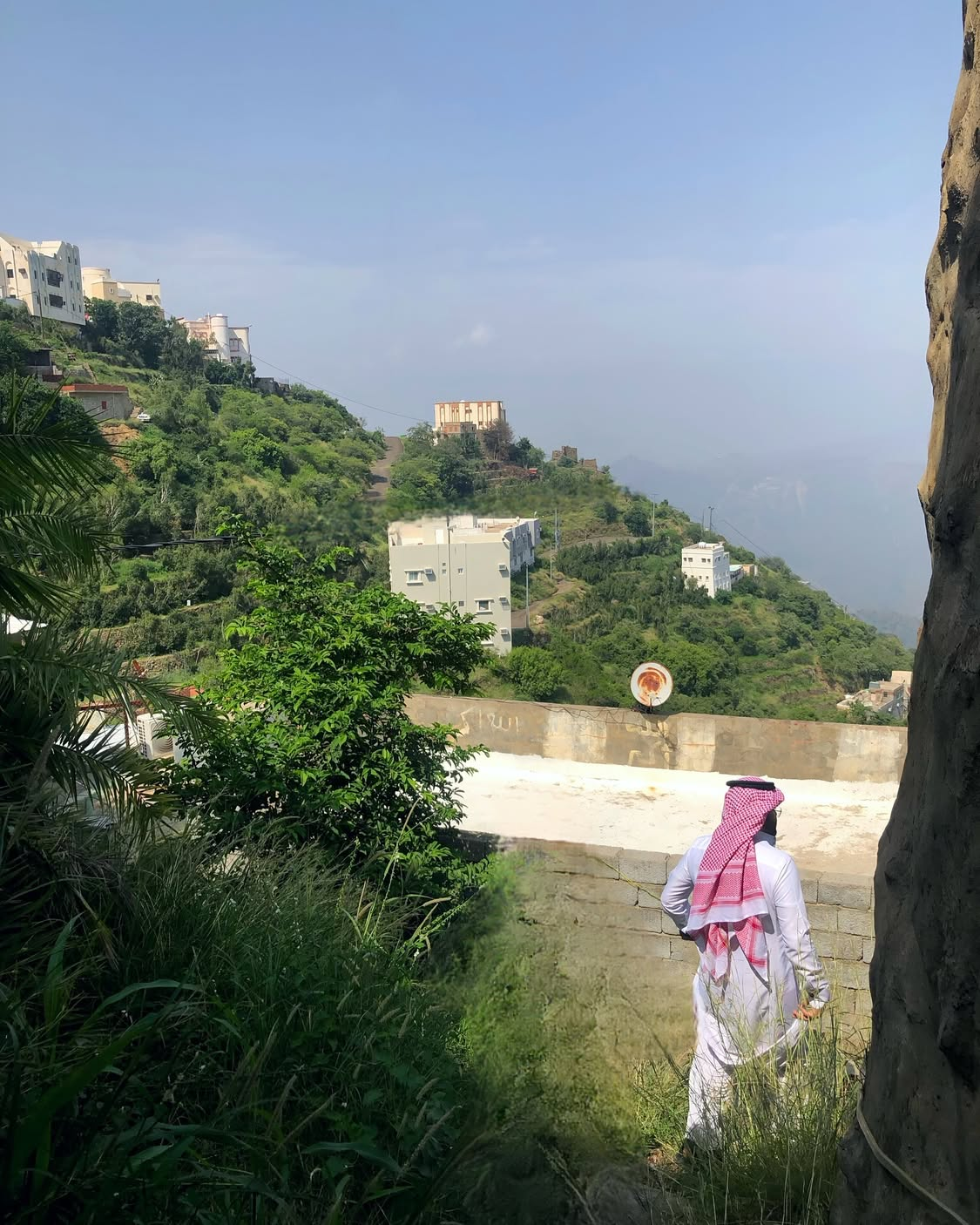
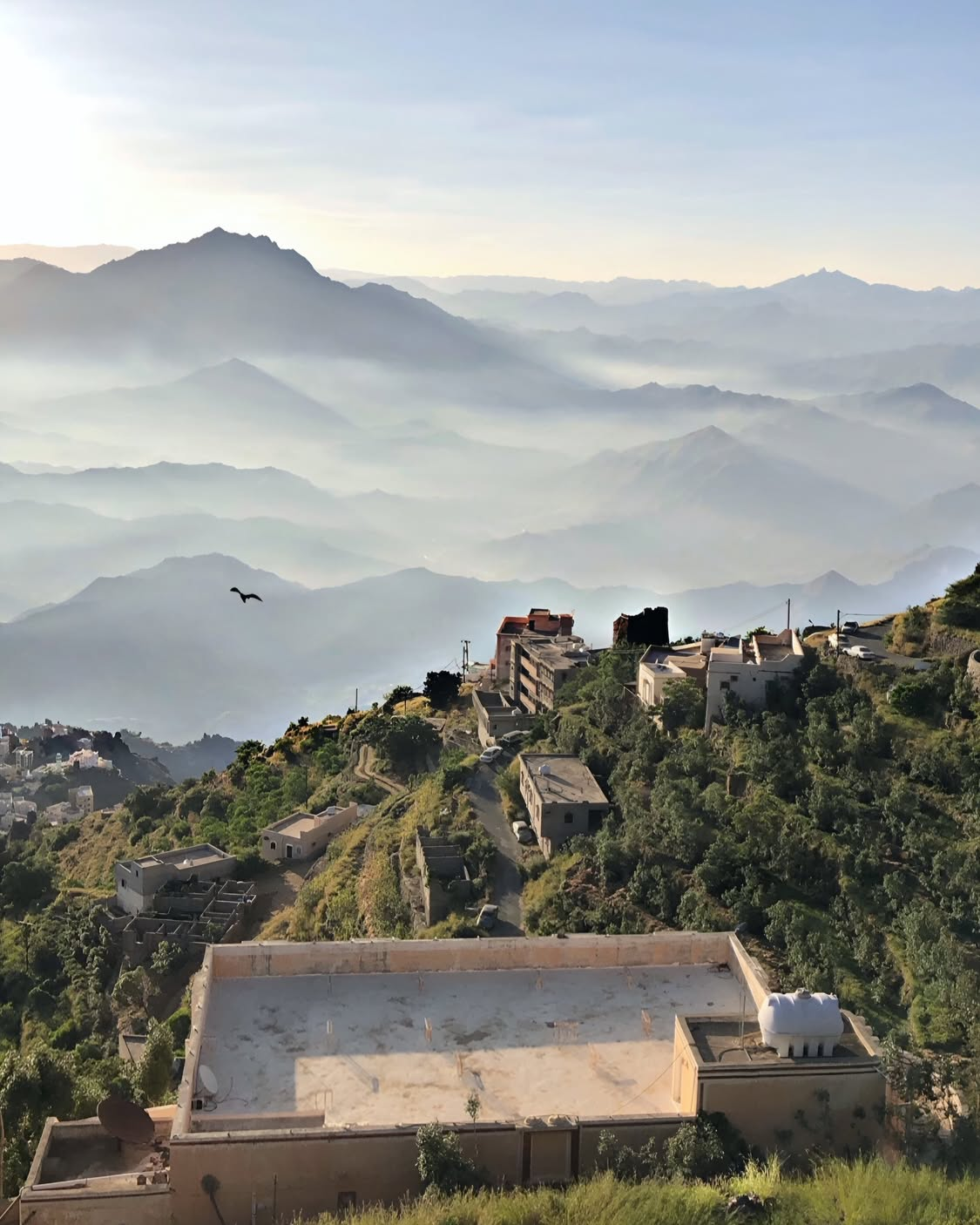